# Grzegorz Braun

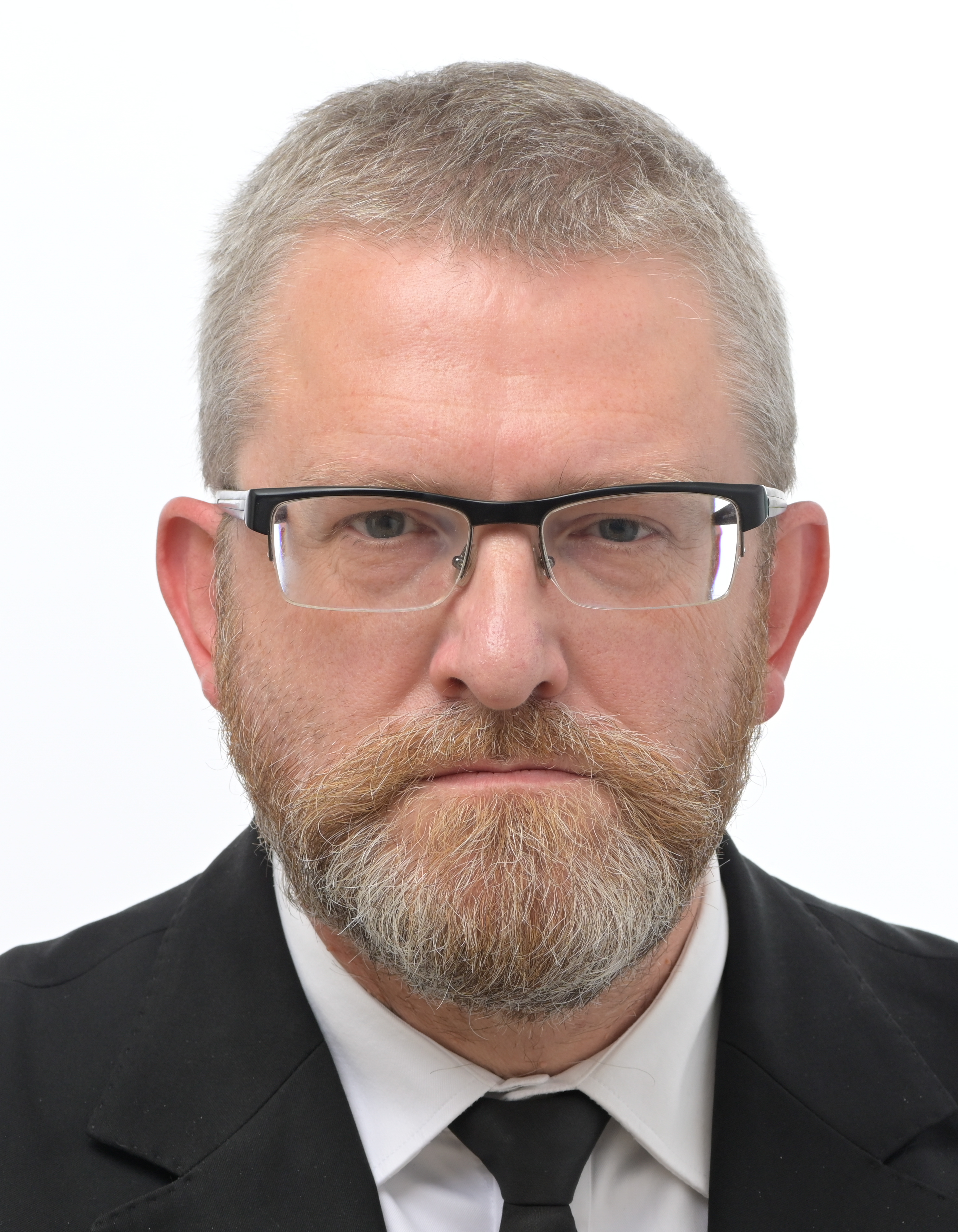
Grzegorz Braun (2024)

Grzegorz Michał Braun (* 11. März 1967 in Toruń) ist ein polnischer Politiker und Publizist, Regisseur, Drehbuchautor und Synchronsprecher. Er war Mitglied des Sejm von 2019 bis 2024, wurde bei der Europawahl 2024 ins Europaparlament gewählt. Er ist seit 2019 Vorsitzender der monarchistischen, paläokonservativen und als rechtsextrem geltenden Partei Konfederacja Korony Polskiej (KKP; „Konföderation der Polnischen Krone“) und war bis Januar 2025 einer der Vorsitzenden des Parteienbündnisses Konfederacja Wolność i Niepodległość (Konföderation der Freiheit und Unabhängigkeit).

## Leben
Grzegorz Braun ist der Sohn des Regisseurs Kazimierz Braun, dessen Vorfahren Mitte des 18. Jahrhunderts aus Österreich nach Lemberg eingewandert waren. Seine Geschwister Monika und Justyna sind Schauspielerinnen bzw. Schauspiellehrerinnen; Monika, die auch Kulturwissenschaftlerin ist, distanzierte sich 2025 vom politischen Wirken ihres Bruders. Ihr Onkel Juliusz Braun war unter anderem Vorsitzender des polnischen Landesrundfunkrates (KRRiT), des nationalen Medienrates (RMN), 2011-15 Leiters des staatlichen Fernsehens TVP und Abgeordneter der ersten drei Sitzungsperioden des Sejm der Dritten Republik. Zu seinen Vorfahren mütterlicherseits zählt der Rittergutsbesitzer W. S. Reklewski de Rekle. Dieser wurde Ende 1939 von den Sowjets liquidiert.
Er war seit 1987 Mitorganisator der Orangen Alternative (Pomarańczowa Alternatywa), wofür er in der Endphase der Volksrepublik Polen Repressalien erleiden musste. 1988 und 1989 beteiligte er sich an Studentenprotesten an der Breslauer Universität. Dort schloss er 1990 ein Studium der Polonistik, 1993 ein Aufbaustudium an der Fakultät für TV und Radio (heute K. Kieślowski Filmschule) der Universität Kattowitz ab. Bis 2007 hielt er an der Breslauer Universität Vorlesungen über Journalismus. Von 1990 bis 1994 schrieb er für die Quartalsschrift Fronda.
2005 veröffentlichte Braun einen Dokumentarfilm über die Zusammenarbeit des Solidarność-Anführers und späteren Präsidenten Polens Lech Wałęsa mit dem kommunistischen Geheimdienst der Volksrepublik Polen (PRL) – Służba Bezpieczeństwa (SB). Wałęsa strengte einen Zivilprozess gegen ihn an; es folgte eine Gegenklage. In einer summarischen Verhandlung wurde auf eine Sachentscheidung verzichtet. Wałęsa hatte eine Verstrickung geleugnet. Ein anderer von Braun der Zusammenarbeit mit dem SB Beschuldigter gewann gegen Braun in Polen über zwei Instanzen, verlor dann aber 2014 vor dem Europäischen Gerichtshof für Menschenrechte.
Seit 2014 ist er mit seiner Cutterin verheiratet und hat zwei Kinder. Das Paar heiratete nach dem Tridentinischen Ritus. Braun ist mit Organisationen des katholischen Traditionalismus verbunden und nimmt an Wallfahrten teil.
Im Mai 2015 kandidierte er bei der Präsidentschaftswahl in Polen und erreichte 0,83 % der Stimmen. Am 25. Januar 2019 kündigte er seine Kandidatur bei den vorgezogenen Wahlen zum Bürgermeister von Danzig an. Bei der Wahl am 3. März erhielt er 11,86 % der Stimmen und unterlag Aleksandra Dulkiewicz. Im Januar 2019 trat Braun dem für die Europawahl gebildeten Bündnis der rechtsextremen Parteien KORWiN (unter Janusz Korwin-Mikke) und Ruch Narodowy (RN; unter Robert Winnicki) bei, das sich zunächst Konfederacja KORWiN Braun Liroy Narodowcy nannte und für einen Austritt Polens aus der Europäischen Union eintrat. Mit 4,5 Prozent der Stimmen verpasste das Bündnis den Einzug ins Europäische Parlament.
Im September 2019 gründete Braun die monarchistische, nationalistische und traditionalistische Partei Konfederacja Korony Polskiej (KKP; „Konföderation der Polnischen Krone“). Diese trat zu den Parlamentswahlen im Oktober 2019 wieder mit KORWiN und RN im rechtsextremen Bündnis Konfederacja Wolność i Niepodległość (Konföderation der Freiheit und Unabhängigkeit; kurz nur Konfederacja) an, das zusammen auf 6,8 Prozent der Stimmen kam. Braun selbst erhielt als Kandidat im Wahlkreis Rzeszów (Woiwodschaft Karpatenvorland) 31.148 Stimmen und errang einen Sitz im polnischen Sejm. Dies gelang ihm auch bei den Parlamentswahl in Polen 2023, als er die Wahlliste der Konföderation im Wahlkreis Rzeszów anführte, wo sie mit 9,5 Prozent überdurchschnittlich stark abschnitt. Bei der Bürgermeisterwahl in Rzeszów 2021, die durch den gesundheitsbedingten Rücktritt des seit 2002 amtierenden Tadeusz Ferenc (verstorben 2022) vom SLD notwendig geworden war, trat er für die Konfederacja an und belegte mit 9,2 % der Stimmen den vierten und letzten Platz.
Abseits von Parteipolitik und Medienauftritten steht Braun der 2015 gegründeten Vorfeldorganisation Pobudka vor (bed. Weckruf, exklamatorisch auch „Aufstehen!“), deren ordnungsstaatlich motivierte, von ihm häufig deklamierte Losung lautet: Kirche, Schule, Schützenhaus, Münze! und die als Reminiszenz an die alte Adelsrepublik mit dem Slogan „Wecken wir schlafende Ritter!“ wirbt. Wesentliche Ziele sind: Förderung katholischer Konfessionsschulen, Wiederverbreitung der tridentinischen Messe aus der Zeit vor dem Vaticanum II, Wehrertüchtigung, monetäre wie finanzielle Autarkie Polens. Es bestehen Finanzflüsse zwischen der Gesamtpartei und Brauns Initiative. Am 26. September 2022 war er bei der AfD-Bundestagsfraktion zu Gast. Brauns Wahl ins EU-Parlament Mitte 2024 mit einem starken Ergebnis von über 110.000 Stimmen wurde als Strategie der Konfederacja beurteilt, die Kontroversen um seine Person in Polen zu entschärfen. Braun möchte jedoch nicht als EU-Abgeordneter angesprochen werden und erklärte, die EU müsse vernichtet werden, da sie sonst „uns“ vernichte. Er ist in der 10. Legislaturperiode (2024–2029) Mitglied im Ausschuss für auswärtige Angelegenheiten sowie stellvertretendes Mitglied im Haushaltskontrollausschuss.
Brauns bisher letztes Filmprojekt, das auf seinem Buch von 2018 basiert, nimmt die Dietrichswalder Marienerscheinungen von 1877 zum Ausgangspunkt für geschichtsphilosophische Ausführungen. Die am 7. September 2024 erschienene Produktion, die wie Brauns Luther-Film (2017) auch in westlichen Sprachen erscheinen soll, wurde ursprünglich für 2019 angekündigt. Der Regisseur engagierte sich in einer Bürgerinitiative, die gegen ein Lidl-Logistikzentrum im Pilgerort  opponierte. Das Unternehmen gab das dortige Vorhaben im Juni 2025 auf. Örtliche Geistliche hatten nicht öffentlich Stellung bezogen.
Nach Recherchen von Newsweek Polska traf Braun 2018 einen mutmaßlichen russischen SWR-Agenten in Moskau. Er selbst gab an, diesen im Zusammenhang mit Dokumentarfilmarbeiten getroffen zu haben.
Braun gab Mitte Januar 2025 seinen Start bei den diesjährigen Präsidentschaftswahlen bekannt, obwohl die Konfederacja zuvor Sławomir Mentzen nominiert hatte. Angekündigte Vorwahlen waren abgesagt worden. Aus Brauns Umfeld war wiederholt davon die Rede, man sei als Faktion übergangen worden. Den Entschluss zur Kandidatur verband er mit der Ankündigung, womöglich aus der Sammlungspartei auszutreten. Ein Parteigericht schloss ihn kurz später aus der Bündnispartei aus. Im April entließ er seinen Wahlkampfleiter wegen dessen Beziehung mit einer in Scheidung befindlichen Influencerin. Im Mai erreichte Braun dann 6,34 % der Stimmen.

## Positionen und Kontroversen
Grzegorz Braun lag bis 2015, als er für die Präsidentschaft kandidierte, in einem Rechtsstreit mit den Behörden wegen einer Auseinandersetzung mit Polizisten im April 2008 in Wrocław, die sich am Rande einer Gedenkveranstaltung zum Massaker von Katyn zutrug. Die Medienberichterstattung war hinsichtlich der Vorwürfe (Tätlichkeit oder Wortgefecht, Identität des Geschädigten) inkonsistent. Braun hatte sich gegen eine Einkesselung nationalistischer Gedenkmarschteilnehmer gestellt bzw. wollte zu diesen vordringen. Nach eigener Schilderung vor Gericht war er zu Boden geworfen, arretiert und ihm Finger gebrochen worden. Das Gericht folgte 2015 jedoch der Darstellung der Polizei, Braun habe einem Gesetzeshüter den Daumen gebrochen. Die Strafe für Braun belief sich auf lediglich 2.000 Złoty.
Im Mai 2011 äußerte sich Braun bei einem Vortrag an der KUL despektierlich über den kurz zuvor verstorbenen Bischof Józef Życiński, dem er u. a. eine verlogen versöhnlerische Haltung zur Frage der Lustration von Regimekadern der PZPR vorwarf. Studierende der Hochschule wandten sich daraufhin mit einem offenen Brief an die Leitung, der diese zu Sanktionen gegen die Veranstalter aufrief. Braun bekräftigte seine Haltung noch in einem Interview.
Braun erklärte am 10. September 2012 öffentlich, dass man jeden zehnten Journalisten der Gazeta Wyborcza und des Privatsenders TVN erschießen und neben der katholischen Erziehung den Umgang mit Schusswaffen lehren müsse. Die Warschauer Staatsanwaltschaft leitete in diesem Zusammenhang Ermittlungen wegen des Verdachts des Aufrufes zu einer Straftat ein. Am 16. April 2013 wurden die Ermittlungen wegen mangelnder Beweise eingestellt.
Um gegen angebliche Fälschungen bei den problembehafteten Selbstverwaltungswahlen Ende 2014 zu protestieren, besetzte eine Gruppe um Braun und die Filmemacherin Ewa Stankiewicz für einen Tag das Gebäude der staatlichen Wahlkommission PKW. Zwölf Personen wurden festgenommen, Braun jedoch im August 2015 zweitinstanzlich vom Vorwurf des Hausfriedensbruchs freigesprochen.
Den sog. Abtreibungskompromiss der Dritten Polnischen Republik setzte Braun 2014 dem Wesen nach mit der Euthanasie im Nationalsozialismus gleich. Ebenfalls kontrovers äußerte er sich im November 2023 zur geplanten Kostenerstattung bei einer In-vitro-Fertilisationsbehandlung durch den öffentlichen Gesundheitsfonds NFZ, die das Programm der Tusk-Regierung vorsieht. Er berief sich dabei auf die Recherchen zu seinem Film Eugenika (2011) an einem reproduktionsmedizinischen Zentrum in Białystok. Zwar habe er Verständnis für die Nöte von Paaren mit unerfülltem Kinderwunsch, doch hob er auf die Vernichtung von Embryonen im Prozess der Behandlung und, anhand von Fällen aus Westeuropa (etwa den niederländischen Massen-Samenspender Jonathan Jacob Meijer), auf reproduktionsmedizinische Vergehen und Missbräuche bei Verfahren ab. Angesichts dessen seien Methoden „aus der Hölle“ (rozwiązanie z piekła rodem) abzulehnen. Mitte April 2025 drang Braun mit Begleitern in eine Klinik in Oleśnica ein und setze eine Abtreibungsärztin in den Räumlichkeiten fest, vorgeblich mit dem Ziel einer „Bürgerjustiz“.
Im Frühjahr 2019 bezog Braun gegen Homosexuelle Stellung, die er stets als „Sodomiten“ bezeichnet. Er sprach von einem Verbot homosexuellen Verkehrs „als solchem“, das er im Europäischen Parlament einbringen wollte. Insbesondere griff er Robert Biedroń an. Daraufhin sprach er, sich auf ein neues Gesetz aus Brunei beziehend, vom Stäupen als Strafe. Im Juni 2025 demolierte Braun eine LGBTQ-Ausstellung im Sejm. Er erhielt Hausverbot.
In den Jahren der COVID-19-Pandemie trat Braun als radikaler Kritiker der Maßnahmen zu deren Bekämpfung auf. Im September 2021 drohte er Gesundheitsminister Adam Niedzielski (PiS) mit dem Galgen. Umgehend erging eine Note an die Staatsanwaltschaft. Er wurde vom Präsidium des Sejm mit einem Bußgeld von insgesamt etwa 50.000 Złoty belegt. Braun und andere Politiker der Konföderation, die sich besonders bei Jugend und Unternehmern als Corona-kritische Partei zu profilieren suchte, trafen im Sejm erhebliche Geldstrafen wegen Verstoßes gegen Corona-Vorschriften. So verfügte die Parlamentspräsidentin Elżbieta Witek wegen dauerhaften Verstoßes gegen die geltende Maskenpflicht ein Bußgeld von 20.000 Złoty gegen Braun. Eine monatliche Abgeordnetendiät beträgt im polnischen Sejm je nach Auslagenniveau 10.000 bis 12.000 Złoty. Einmal kam es auch zu einem Sitzungsausschluss. Braun wird aus Mediziner- und Pharmazeutenkreisen vorgeworfen, mit seiner impffeindlichen Rhetorik zur Übersterblichkeit beigetragen zu haben. Über die gesamte 9. Legislaturperiode (2019–2023) beliefen sich die Geldstrafen für Braun nach dem Rechenschaftsbericht für Parlamentarier auf ca. 270.000 Złoty, seine Einnahmen aus einer Crowdfunding-Kampagne auf der Plattform zrzutka.pl auf 508.000 Złoty. Nach der Parlamentswahl in Polen 2023, bei der die Partei hinter ihren Erwartungen zurückgeblieben war, bekräftigte Brauns Gewährsmann Janusz Korwin-Mikke, man hätte unter anderem mit dessen Losungen für Furore sorgen müssen, anstatt sich zugunsten gemäßigterer Wählerkreise eine seriösere Anmutung zu geben, radikale Kader wie Braun medial hintanzustellen oder sich für sie zu entschuldigen.
Im Oktober 2021 fuhr Braun während einer öffentlichen Veranstaltung in einen von der Polizei gesperrten Bereich und verhielt sich unkooperativ. Deswegen hob der Sejm knapp ein Jahr später seine Abgeordnetenimmunität auf.
Braun erlangte wiederholt Aufmerksamkeit mit Aktionen gegen von ihm als landfremd dargestellte Symbole im öffentlichen Raum: Im Januar 2023 warf er in einem Krakauer Gerichtsgebäude, wo er als Zeuge in einem Verfahren gegen einen nationalistischen Aktivisten geladen war, unter Unmutsbekundungen einen Weihnachtsbaum mit teilweise blau-gelbem Schmuck um, der mit EU-, Ukraine- und LGBT-Symbolik besetzt war. Diese und ähnliche Aktionen will er als seine Variante der den Volksvertretern in Polen rechtlich zustehenden sog. Abgeordneten-Intervention in der Öffentlichkeit verstanden wissen. Braun bezog auch gegen ukrainische Nationalflaggen im Sejmgebäude als Zeichen der Solidarität Stellung. Anfang Juni 2024 wurde eine ukrainische Flagge auf dem Kościuszko-Hügel, einem Krakauer Monument, von Unbefugten abgehängt. Dort werden mitunter auch Flaggen anderer Staaten gehisst, mit denen Kościuszko historisch verbunden war. Wenig später bekannte sich Braun zu der Tat. Sie soll einer angeblichen „Ukrainisierung Polens“ Einhalt gebieten, die Publizisten im Umfeld der Konfederacja insinuieren. Am Tag der Europawahl 2024, die Braun ein Mandat im Europaparlament verschaffte, verlangte dieser in einem Wahllokal, die EU-Flagge gegenüber der Wahlurne abzuhängen. Im Widerspruch zu Aussagen von General Rajmund Andrzejczak im Rahmen der Konferenz Defending Baltics (Oktober 2024) machte Braun das Nachbarland Litauen verächtlich, das man nicht vor Russland verteidigen solle. Einen erneuten Vorfall gab es im Mai 2025, als er im Industrieministerium in Kattowitz die EU-Flagge herunterriss, sie als Zeichen des „Eurokommunismus“ bezeichnete, auf ihr herum trat und sie später bei einer Pressekonferenz demonstrativ anzündete. Zeitgleich hob das Europäische Parlament seine Immunität auf.
Am 30. Mai 2023 musste ein Vortrag des von Braun bekämpften Historikers Jan Grabowski im Deutschen Historischen Institut Warschau abgebrochen werden, nachdem Braun dort unter dem Ausruf „Genug davon“ auf die Bühne gegangen war, seinen Abgeordnetenausweis vorgezeigt und die Mikrophonanlage zerstört hatte. Besonders betonte er dabei, nicht zuzulassen, dass eine deutsche Institution Polen über deren Geschichte belehre. Braun wirft Grabowski vor, nationalistisch gesinnte Formationen des polnischen Widerstands gegen die deutsche Besatzungsherrschaft (unter dem Dach der Narodowe Siły Zbrojne) sowie die Rolle der Polen insgesamt herabzusetzen und sie kollektiv in den Ruch von Tätern und Profiteuren des Judenmords zu stellen. Kritiker Grabowskis aus der Geschichtswissenschaft wie Padraic Kenney warfen Braun vor, mit seinem „schändlichen“ bzw. „barbarischen“ Benehmen eine sachliche Auseinandersetzung mit den Thesen des Forschers verhindert und keine konstruktive Form des Protests gewählt zu haben.
Am 12. Dezember 2023 löschte er mit einem Feuerlöscher die zuvor von einem Rabbiner angezündeten Kerzen auf einem in der Parlaments-Lobby aufgestellten Chanukka-Leuchter. Alle Fraktionen mit Ausnahme der Konfederacja, das Internationale Auschwitz Komitee sowie der katholische Kardinal Grzegorz Ryś verurteilten die antisemitische Tat. Braun wurde mit einer Geldstrafe belegt und vorübergehend von Sitzungen des Sejm ausgeschlossen. Die Verfahren wegen früherer Aktionen waren bis dahin schleppend verlaufen. In der Sitzung vom Vormittag hatte Braun Donald Tusk und Mateusz Morawiecki einer Agententätigkeit für deutsche Geheimdienste geziehen. Von seiner Partei wurde Braun wegen der Löschaktion wie zuvor Korwin-Mikke als Mitglied des Lenkungsrates suspendiert. Eine Wiedereinsetzung erfolgte im Februar 2024. In den Medien wurde Braun, der im Wahlkampf der Konföderation kaum eine Rolle spielte, nachgesagt, er habe sich mit der Aktion auf Kosten der Partei in radikalisierten Milieus profilieren wollen und plane ohnehin, in eine neue Formation zu wechseln. Braun wurde aus zwei Sejmkommissionen ausgeschlossen und durfte nicht an Parlamentssitzungen teilnehmen; er ging der Diät verlustig und organisierte erneut eine Sammlung.
Braun bekräftigte seine Haltung zu jüdischer Symbolik in der politischen Öffentlichkeit unterdessen bei mehreren Auftritten, unter anderem in einem YouTube-Format der Journalistin Monika Jaruzelska, der Tochter Wojciech Jaruzelskis. Brauns dortige Aussagen wurden auf Antrag einer Antirassismus-NGO von der Staatsanwaltschaft geprüft. Seine Abgeordnetenimmunität wurde im Januar 2024 aufgehoben. Gegen Braun hatte die Warschauer Bezirksstaatsanwaltschaft zu diesem Zeitpunkt bereits wegen sieben Vergehen seit 2022 Anklage erhoben. Jaruzelskas Sendung beim Boulevardkanal Super Express 2 wurde nach dem Interview mit Braun abgesetzt. In einer Rede am ersten Jahrestag des Hamas-Massakers in Israel vom 7. Oktober bezeichnete Braun den jüdischen Staat vor dem EU-Parlament als „Terrorstaat“ und rückte israelische Kräfte in die Nähe von NS-Formationen. Am 29. Januar 2025 störte er eine Schweigeminute für die Opfer des Holocausts im EU-Parlament und rief: „Lasst uns für die Opfer des jüdischen Völkermords in Gaza beten.“ Ähnliche Aussagen traf er in einer Wahldebatte im April und griff den KO-Kandidaten und Warschauer Stadtpräsidenten Trzaskowski wegen dessen Teilnahme an einer Gedenkveranstaltung zum 82. Jahrestag des Ghettoaufstands an. Im Juli 2025 bestritt Braun in einem Radiointerview die Existenz von Gaskammern in Auschwitz und behauptete, Ritualmorde wären dagegen ein Fakt. Das Interview, dessen Anlass der nahende Jahrestag des Massakers von Jedwabne war, wurde daraufhin abgebrochen; Braun wurde unter anderem von der Sejmabgeordneten Anna Żukowska angezeigt. In Jedwabne behinderte Braun dann die offizielle Gedenkveranstaltung und versuchte mit Gesinnungsgenossen, Oberrabbiner Schudrich festzusetzen.

## Filmografie
- 1993: Gorący czwartek – 2. Regie
- 1996: Reakcjonista – Realisierung, Drehbuch
- 1998: Obserwacja – Realisierung
- 1999: Wielka ucieczka cenzora – Regie
- 1999: Śmierć człowieka utalentowanego – Regie, Drehbuch
- 2001: Zacz@towani. Historie_miłosne.pl – Regie
- 2001: Krótka seria – Regie
- 2002: Arche. Czyste zło – Drehbuch
- 2005: Warto kochać – Regie
- 2005: Plusy dodatnie, plusy ujemne
- 2006: Errata do biografii – Regie
- 2006: Będziesz moja – Regie
- 2007: Oskarżenie – Regie
- 2007: Defilada zwycięzców – Drehbuch und Regie (mit Robert Kaczmarek)
- 2008: TW Bolek – Drehbuch i Regie (mit Robert Kaczmarek)
- 2009: Towarzysz Generał
- 2009: Marsz wyzwolicieli
- 2010: New Poland – Regie (mit Robert Kaczmarek)
- 2011: Towarzysz generał idzie na wojnę – Regie (mit Robert Kaczmarek)
- 2011: Eugenika – w imię postępu – Regie
- 2012: Transformacja Teil 1 – Regie
- 2012: Poeta pozwany – Regie
- 2013: Transformacja Teil 3 – Regie
- 2013: Transformacja Teil 2 – Regie
- 2014: Nie o Mary Wagner – Regie
- 2014: Nie jestem królikiem doświadczalnym – Regie
- 2015: Zamach Smoleński (Anschlag in Smolensk) – Regie
- 2017: Luter i rewolucja protestancka (Luther und die protestantische Revolution) – Regie
- 2021: Dr Bodnar – komu przeszkadza amantadyna? [Dr. Bodnar – Wem schadet Amantadin?]
- 2024: Gietrzwałd 1877. Wojna światów [Dietrichswalde 1877. Krieg der Welten]

## Buchveröffentlichungen
- 2011: Towarzysz generał idzie na wojnę [Genosse General zieht in den Krieg] (Rafael, Kraków; ISBN 978-83-7569-273-0).

- 2014: Kto tu rządzi? [Wer herrscht hier?] (zus. mit Jan Piński, Bollinari Publishing House, Warszawa; ISBN 978-83-63865-73-3).

- 2016: Stałe warianty gry [Feste Spielweisen] (Prohibita, Warszawa; ISBN 978-83-61344-90-2).
- 2016: Rok w kondominium [Ein Jahr im Kondominium] (Agencja SGK).
- 2017: Iskry Boże [Funken Gottes] (Prohibita).
- 2017: Świat według Brauna [Die Welt Braun zufolge] (Stowarzyszenie Kultury Chrześcijańskiej im. Ks. Piotra Skargi, Kraków).
- 2018: Gietrzwałd 1877. Nieznane konteksty geopolityczne [Dietrichswalde 1877. Unbekannte geopolitische Zusammenhänge] (Fundacja Osuchowa).
- 2018: Układy i układanki [sinngemäß: „Seilschaften und Machenschaften“] (Prohibita, Warszawa; ISBN 978-83-65546-34-0).
- 2018: Remanenty historyczne [Historische Überreste] (Prohibita).
- 2019: System. Od Lenina do Putina [Das System. Von Lenin zu Putin] (Fronda, Warszawa).
- 2020: A nie mówiłem? [Hab ich's nicht gesagt?] (IZI Books, Warszawa).
- 2020: Nowa Normalność [Die Neue Normalität] (zus. mit Tomasz Sommer, 3S Media, Warszawa).
- 2021: Nowa normalność 2 [Die Neue Normalität 2] (zus. mit Tomasz Sommer, 3S Media, Warszawa), ISBN 83-956673-4-5.
- 2021: Będziesz wisiał [Du wirst hängen] (Capital, Warszawa; ISBN 978-83-66490-58-1).
- 2022: Zakazana historia Polski. Od Piastów do Jagiellonów. Tom I [Verbotene Geschichte Polens. Von den Piasten zu den Jagiellonen. Band I] (Capital, Warszawa; ISBN 978-83-66490-99-4).
- 2022: A więc wojna. Polska, Rosja, Ukraina, Białoruś: historyczne konteksty współczesnego konfliktu [Und deshalb Krieg. Polen, Russland, Ukraine, Belarus: historische Kontexte des heutigen Konflikts] (Capital, Warszawa; ISBN 978-83-66490-84-0)
- 2024: Gram Vabank [Ich spiele Vabanque] (zus. mit Tomasz Sommer und Marta Warda), 3S Media, Warszawa, ISBN 978-83-67135-16-0.
- 2025: 1000 lat Polski według Brauna, Tom I [1000 Jahre Polen gemäß Braun, Band 1] (zus. mit Marek Skalski), 3S Media, ISBN 978-83-67135-22-1.

## Belege
1. 1 2 3  Grzegorz Braun. Abgerufen am 26. Dezember 2023.
2. ↑  Grzegorz Braun i Robert Biedroń. Oni będą nas reprezentować w Parlamencie Europejskim. 9. Juni 2024, abgerufen am 10. Juni 2024 (polnisch).
3. ↑  Przemysław Witkowski: Główne narracje polskiej skrajnej prawicy w pierwszym roku pandemii COVID-19 – analiza narracyjna. „Rocznik Bezpieczeństwa Międzynarodowego”. 15 (1), 2021-10-23. Wydawnictwo Naukowe Dolnośląskiej Szkoły Wyższej. doi:10.34862/rbm.2021.1.10. ISSN 2450-3436. (pol.).
4. ↑  Jarosław Tomasiewicz: Confederacy — the polish new right wing between tradition and modernity. „Studia Politicae Universitatis Silesiensis”, s. 7–32, 12 września 2020. Uniwersytet Śląski. doi:10.31261/SPUS.11379. ISSN 2353-9747. (ang.).
5. 1 2  Liczna rodzina Grzegorza Brauna. Nawet z żoną łączy go ta sama pasja. Abgerufen am 25. Juli 2025 (polnisch).
6. ↑  Grzegorz Braun's sister speaks out: 'I'm ashamed of what he's doing' - English Section. Abgerufen am 25. Juli 2025 (polnisch).
7. ↑  Oficjalna strona Prezydenta Rzeczypospolitej Polskiej / Aktualności / Nominacje / Juliusz Braun i Grzegorz Podżorny powołani przez Prezydenta na członków Rady Mediów Narodowych. 27. Juli 2016, archiviert vom Original am 27. Juli 2016; abgerufen am 25. Dezember 2023.
8. ↑  Nowy prezes TVP: Chcę stabilizacji - Najważniejsze informacje - Informacje - portal TVN24.pl - 04.03.2011. 6. März 2011, archiviert vom Original am 6. März 2011; abgerufen am 25. Dezember 2023.
9. ↑  BRAUN Juliusz, dr. In: civitas.edu.pl. Collegium Civitas, abgerufen am 25. November 2023 (polnisch).
10. ↑  Wincenty Sebastian Reklewski de Rekle h. Gozdawa. Abgerufen am 10. August 2024.
11. ↑  Grzegorz Braun – Encyklopedia Solidarności. 25. Oktober 2020, archiviert vom Original am 25. Oktober 2020; abgerufen am 26. Dezember 2023.
12. ↑  Biuletyn Informacji Publicznej Instytutu Pamięci Narodowej. Abgerufen am 26. Dezember 2023.
13. ↑  Grzegorz Braun: Kim jest kandydat na prezydenta Rzeszowa? Abgerufen am 17. Dezember 2023 (polnisch).
14. ↑  Grzegorz Braun - Grzegorz Braun. Abgerufen am 26. Dezember 2023 (polnisch).
15. ↑  Mateusz Lipiński: Braun kontra Wałęsa. Abgerufen am 16. Dezember 2023 (polnisch).
16. ↑  Grupa Wirtualna Polska: Braun nie musi przepraszać Wałęsy za film o TW "Bolku". 10. Dezember 2008, abgerufen am 16. Dezember 2023 (polnisch).
17. ↑  Sprawozdanie z procesu Grzegorz Braun vs Lech Wałęsa. 27. November 2008, abgerufen am 16. Dezember 2023 (polnisch).
18. ↑  Grupa Wirtualna Polska: Grzegorz Braun popełnił przestępstwo? "To mowa nienawiści". 27. November 2012, abgerufen am 16. Dezember 2023 (polnisch).
19. ↑  Eksperci o wyroku ETPC ws. Brauna: zwiększa ochronę wolności słowa. 4. November 2014, abgerufen am 16. Dezember 2023 (polnisch).
20. ↑  Aleksandra Gruziel | Filmschnitt/-montage, Abteilung Musik, Second Unit Director or Assistant Director. Abgerufen am 29. Dezember 2023.
21. ↑  Kim jest żona Grzegorza Brauna? Zanim się pobrali pracowali razem przy produkcjach filmowych, natemat.pl, 19. November 2019
22. ↑  Grzegorz Braun na Pielgrzymce Tradycji - Grzegorz Braun. Abgerufen am 10. August 2024 (polnisch).
23. ↑  Wybory do Sejmu i Senatu Rzeczypospolitej Polskiej 2019 r. Abgerufen am 23. Juli 2022 (polnisch).
24. ↑  Kto znalazł się na listach wyborczych Konfederacji? Znane nazwiska. Abgerufen am 17. Dezember 2023 (polnisch).
25. ↑  Ergebnis auf bip.erzeszow.pl, abgerufen am 22. Mai 2024.
26. ↑  O co walczy Grzegorz Braun? Zbudował radykalny polityczny ekosystem i ma coraz większe wpływy. Abgerufen am 26. Dezember 2023 (polnisch).
27. ↑  Pobudka. In: Pobudka. Abgerufen am 26. Dezember 2023 (polnisch).
28. ↑  Pobudka - Grzegorz Braun. Abgerufen am 26. Dezember 2023 (polnisch).
29. ↑  Paweł Figurski: Znamy wydatki Konfederacji. Na liście przelewów fundacje Brauna i firma brata posła Berkowicza. 24. April 2023, abgerufen am 26. Dezember 2023 (polnisch).
30. 1 2  Jacek Lepiarz: Polen: Eklat im Deutschen Historischen Institut in Warschau. In: Deutsche Welle. 31. Mai 2023, abgerufen am 1. Juni 2023.
31. ↑  Grzegorz Braun jedzie do Strasburga i Brukseli. Co nas czeka? Jak on sam mówi: będzie ciekawiej i straszniej. 10. Juni 2024, abgerufen am 15. Juni 2024 (polnisch).
32. ↑  Grzegorz Braun już w Parlamencie Europejskim. Co z karą za skandale z choinką i świecami? 11. Juni 2024, abgerufen am 15. Juni 2024 (polnisch).
33. ↑  SG: TYLKO U NAS! Braun: Nie nazywajcie mnie europosłem [VIDEO]. In: NCZAS.INFO. 29. Juni 2024, abgerufen am 2. Juli 2024 (polnisch).
34. ↑  Abgeordneten-Datenbank. In: Europäisches Parlament. Abgerufen am 1. September 2024.
35. ↑  „Gietrzwałd 1877 – nieznane konteksty geopolityczne”. Grzegorz Braun o Maryjnych objawieniach. In: PCH24.pl. 23. Juli 2018, abgerufen am 27. Dezember 2023 (polnisch).
36. ↑  GIETRZWAŁD 1877 – Braun Movies. Abgerufen am 27. Dezember 2023 (polnisch).
37. ↑  Paweł Chmielewski: „Gietrzwałd 1877. Wojna światów”. Odbyły się pokazy nowego filmu Grzegorza Brauna [VIDEO]. In: PCH24.pl. 20. August 2024, abgerufen am 16. Oktober 2024 (polnisch).
38. ↑  Braun prosił o wsparcie finansowe produkcji filmu w 2018 r. Do tej pory go nie ma. 13. April 2023, abgerufen am 27. Dezember 2023 (polnisch).
39. ↑  Katarzyna Zawada: Lidl wycofuje się z budowy w Gietrzwałdzie. Społeczny opór przyniósł efekt? 3. Juni 2025, abgerufen am 7. Juni 2025 (polnisch).
40. ↑  Karol Kaźmierczak: Nie będzie Lidla i nowych miejsc pracy w Gietrzwałdzie. Braun: Mamy to! In: Obserwator Logistyczny. 4. Juni 2025, abgerufen am 7. Juni 2025 (polnisch).
41. ↑  Braun i kontakty z ludźmi rosyjskiego wywiadu. "Ta działalność powinna zostać prześwietlona" newsweek.pl, 16. Dezember 2023.
42. ↑  „Jako reżyser spotykałem się z różnymi ludźmi“. Grzegorz Braun odpiera zarzuty o prorosyjskość. In: pch24.pl. 4. April 2025, abgerufen am 9. Mai 2025 (polnisch).
43. ↑  Grzegorz Braun startuje na prezydenta. Anna Bryłka: Wypisał się z Konfederacji. Abgerufen am 16. Januar 2025 (polnisch).
44. ↑  Grzegorz Braun wykluczony z Konfederacji. Jest decyzja sądu partyjnego. In: rp.pl. Rzeczpospolita, 17. Januar 2025, abgerufen am 9. Mai 2025 (polnisch).
45. ↑  Sztab Brauna zrywa współpracę z Korczarowskim. Powodem "relacja romantyczna". 26. April 2025, abgerufen am 26. Mai 2025 (polnisch).
46. ↑  Wybory Prezydenta Rzeczypospolitej Polskiej w 2025 r. Abgerufen am 24. Mai 2025 (polnisch).
47. ↑  Reżyser Grzegorz Braun skazany za znieważenie policjanta. 27. Februar 2015, abgerufen am 16. Dezember 2023 (polnisch).
48. ↑  Wirtualna Polska Media S.A: Grzegorz Braun prawomocnie skazany na grzywnę za znieważenie policjanta. 17. September 2015, abgerufen am 16. Dezember 2023 (polnisch).
49. ↑  Fałszerstwa i manipulacje. Grzegorz Braun oskarżony przez policję w 2008 roku jest ciągle bezradny. Abgerufen am 16. Dezember 2023 (polnisch).
50. ↑  Wyborcza.pl. Abgerufen am 16. Dezember 2023.
51. ↑  Kandydat na prezydenta Grzegorz Braun skazany: Wykręcił policjantowi palec i nazwał go "osiłkiem w kurtce w kratkę". 27. Februar 2015, abgerufen am 16. Dezember 2023 (polnisch).
52. ↑  Sprawa Grzegorza Brauna. Abgerufen am 16. Dezember 2023 (polnisch).
53. ↑  "Życiński to łajdak". Uczelnia przeprasza za Brauna. 16. Mai 2011, abgerufen am 26. Dezember 2023 (polnisch).
54. ↑  MJ/PAP: "Podeptane normy". Biskupi o słowach Grzegorza Brauna. 23. Mai 2011, abgerufen am 26. Dezember 2023 (polnisch).
55. ↑  Dziennik Wschodni: \"Życiński to łajdak\" - cd. Oburzeni absolwenci KUL piszą list. Abgerufen am 26. Dezember 2023 (polnisch).
56. ↑  Po awanturze na KUL - Grzegorz Braun. Abgerufen am 26. Dezember 2023 (polnisch).
57. ↑  „Kule powinny świstać“ (Kugeln müssen pfeifen) in „Gazeta Wyborcza“, 24. November 2012, S. 22–23.
58. ↑  Sprawa Brauna w prokuraturze: Mówił o "wyprawieniu na tamten świat" dziennikarzy "Gazety Wyborczej" i TVN. 26. November 2012, abgerufen am 16. Dezember 2023 (polnisch).
59. ↑  "Leśne dziadki" odchodzą do historii. 22. November 2014, abgerufen am 29. November 2024 (polnisch).
60. ↑  Zakończyła się okupacja PKW. Policja wyprowadziła protestujących. In: TVN24. (tvn24.pl [abgerufen am 29. November 2024]).
61. ↑  Piotr Machajski, Wojciech Karpieszuk, Michał Wilgocki: Prawicowcy wtargnęli do siedziby PKW. Policja interweniowała po północy. In: wyborcza.pl. Gazeta Wyborcza, 21. November 2014, abgerufen am 9. Mai 2025 (polnisch).
62. ↑  Grzegorz Braun uniewinniony w sprawie okupacji PKW. 10. August 2015, abgerufen am 29. November 2024 (polnisch).
63. ↑  Grzegorz Braun: Obowiązujący w Post-PRL-u tzw. „kompromis aborcyjny” jest dokładnie na poziomie tego, co zaprowadził Hitler. Abgerufen am 17. Dezember 2023 (polnisch).
64. ↑  Dialika Neufeld: (S+) Massen-Samenspender in den Niederlanden: Wer ist der Mann, der Hunderte Kinder zeugte? In: Der Spiegel. 2. Juni 2023, ISSN 2195-1349 (spiegel.de [abgerufen am 28. Dezember 2023]).
65. ↑  Braun w Sejmie o "in vitro z piekła rodem". Wicemarszałek przeprasza ze jego słowa. Abgerufen am 26. Dezember 2023 (polnisch).
66. ↑  Projekt ws. in vitro w Sejmie. Co mówił Grzegorz Braun? Abgerufen am 26. Dezember 2023 (polnisch).
67. ↑  Braun "pozbawił wolności panią doktor". Co mogła zrobić policja? 17. April 2025, abgerufen am 11. Mai 2025 (polnisch).
68. ↑  Braun domaga się penalizacji homoseksualizmu. Propozycję chce przedstawić w PE. 20. März 2019, abgerufen am 22. Dezember 2023 (polnisch).
69. ↑  Grzegorz Braun chce karać za homoseksualizm. "Biedroń powinien trafić do więzienia". In: Polsat News. 21. März 2019, abgerufen am 22. Dezember 2023 (polnisch).
70. ↑  Batożenie homoseksualistów? Braun ponownie szokuje. 4. April 2019, abgerufen am 22. Dezember 2023 (polnisch).
71. ↑  Batożenie homoseksualistów? Grzegorz Braun zaskakuje. 4. April 2019, abgerufen am 22. Dezember 2023 (polnisch).
72. ↑  Sophie-Marie Schulz: Rauswurf und Hausverbot im Parlament: Rechtsradikaler Politiker zerstört LGBTIQ-Ausstellung. 13. Juni 2025, abgerufen am 14. Juni 2025.
73. ↑  Dorota Roman: Braun do ministra Niedzielskiego: Będziesz pan wisiał! Elżbieta Witek składa zawiadomienie do prokuratury. In: wyborcza.pl. Gazeta Wyborcza, 16. September 2021, abgerufen am 9. Mai 2025 (polnisch).
74. ↑  Jan Hartman: Cham-Pan Braun może wszystko? In: polityka.pl. Tygodnik Polityka, 17. September 2021, abgerufen am 13. Dezember 2023 (polnisch).
75. ↑  Jakub Wencel: Braun stracił 20 tys. zł przez nienoszenie maseczki w Sejmie. A to nie koniec kar. In: wyborcza.pl. Gazeta Wyborcza, 6. Oktober 2021, abgerufen am 12. Dezember 2023 (polnisch).
76. ↑  Czarzasty wykluczył Brauna z posiedzenia Sejmu. Powód: Poseł Konfederacji odmawiał założenia maseczki. 18. November 2020, abgerufen am 12. Dezember 2023 (polnisch).
77. ↑  Farmaceuta miażdży Grzegorza Brauna: nie tylko antysemita, ale i antyszczepionkowiec. 13. Dezember 2023, abgerufen am 23. Dezember 2023 (polnisch).
78. ↑  Dziwna kariera Grzegorza Brauna. Oto na czym zarabia. 13. Dezember 2023, abgerufen am 23. Dezember 2023 (polnisch).
79. ↑  Szokujący wpis Korwina. „Trzeba było grzać wieszaniem Niedzielskiego”. 16. Oktober 2023, abgerufen am 12. Dezember 2023 (polnisch).
80. ↑  Grzegorz Braun stracił immunitet. 29. September 2022, abgerufen am 14. Dezember 2023 (polnisch).
81. ↑  Łukasz Zboralski: Grzegorz Braun bez immunitetu. „W podobnych sprawach sąd wydawał ciekawe orzeczenia”. 30. September 2022, abgerufen am 14. Dezember 2023 (polnisch).
82. ↑  Dz.U.2022.1339 t.j. In: Internetowa baza tekstów prawnych OpenLEX sip.lex.pl. Wolters Kluwer Polska Sp. z o.o., 14. Juli 2023, abgerufen am 25. Dezember 2023 (polnisch).
83. ↑  Grzegorz Braun zniszczył choinkę krakowskich sędziów. Za bombki z symbolami LGBT+ i UE. Abgerufen am 14. Dezember 2023 (polnisch).
84. ↑  Absurdalna akcja z "ukraińską choinką". Co Grzegorz Braun robił w krakowskim sądzie? In: wyborcza.pl. Gazeta Wyborcza, 28. Januar 2023, abgerufen am 9. Mai 2025 (polnisch).
85. ↑  Braun oburzony ukraińską flagą w Sejmie. Pisze o "Ukro-Polinie". 14. März 2022, abgerufen am 14. Dezember 2023 (polnisch).
86. ↑  Grzegorz Braun znów dał znać o sobie. Incydent z flagą na Kopcu Kościuszki. Abgerufen am 16. Juni 2024 (polnisch).
87. ↑  Kto usunął ukraińską flagę z kopca Kościuszki? Poseł się przyznaje. In: pap.pl. Polska Agencja Prasowa, 4. Juni 2024, abgerufen am 9. Mai 2025 (polnisch).
88. ↑  Incydent z udziałem Grzegorza Brauna. "Interwencja poselska" w lokalu wyborczym. Abgerufen am 11. Juni 2024 (polnisch).
89. ↑  Grzegorz Braun o sąsiedzie Polski: Żydowska kreatura. 12. Oktober 2024, abgerufen am 15. Oktober 2024 (polnisch).
90. ↑  Alexander Schmalz: „Feindliche Organisation“: EU-Abgeordneter Braun reißt Europaflagge ab und verbrennt sie. In: berliner-zeitung.de. Berliner Zeitung, 6. Mai 2025, abgerufen am 9. Mai 2025.
91. ↑  Daniel Tilles: Far-right MP forces abandonment of Holocaust scholar's lecture at German institute in Warsaw, bei: Notes from Poland, 31. Mai 2023.
92. ↑  Braun skomentował incydent z Grabowskim. "Nie chodzi o nasze dobre samopoczucie dziś". 4. Juni 2023, abgerufen am 4. Dezember 2023 (polnisch).
93. ↑  Dr Gontarczyk: Intencji Grabowskiego mogę się tylko domyślać. Abgerufen am 4. Dezember 2023 (polnisch).
94. ↑  Padraic Kenney: Nieprzekonujący Grabowski, zhańbiony Braun. 31. Mai 2023, abgerufen am 4. Dezember 2023 (polnisch).
95. ↑  Eklat in polnischer Parlamentslobby: Rechtsextremer Abgeordneter attackiert Chanukka-Leuchter mit Feuerlöscher. In: Der Tagesspiegel Online. ISSN 1865-2263 (tagesspiegel.de [abgerufen am 14. Dezember 2023]).
96. ↑  „Antisemitismus auf höchstem Niveau“www.tagesschau.de, 13. Dezember 2023
97. ↑  Zniszczona choinka i przewrócony głośnik. Poprzednie wyczyny Grzegorza Brauna utknęły w prokuraturze. 13. Dezember 2023, abgerufen am 14. Dezember 2023 (polnisch).
98. ↑  Grzegorz Braun przed exposé Donalda Tuska pytał w Sejmie: Kto będzie siedział? Abgerufen am 15. Oktober 2024 (polnisch).
99. ↑  Konfederacja podjęła decyzję w sprawie Grzegorza Brauna. Abgerufen am 17. Dezember 2023 (polnisch).
100. ↑  Grzegorz Braun znów z pełnią praw w Konfederacji. Jednomyślna decyzja. 2. Februar 2024, abgerufen am 10. August 2024 (polnisch).
101. ↑  Dlaczego Grzegorz Braun zaatakował w Sejmie i jak uratował go Szymon Hołownia. Abgerufen am 17. Dezember 2023 (polnisch).
102. ↑  Braun utopi Konfederację, ale sam nie pójdzie na dno. "Ludzie go po prostu lubią". 15. Dezember 2023, abgerufen am 17. Dezember 2023 (polnisch).
103. ↑  Joanna Grabarczyk: Konfederacja zakładnikiem Grzegorza Brauna i Janusza Korwin-Mikke? In: i.pl. PL24 Sp. z o.o., 13. Dezember 2023, abgerufen am 17. Dezember 2023 (polnisch).
104. ↑  Sejm wykluczył Grzegorza Brauna z dwóch komisji sejmowych. 20. Dezember 2023, abgerufen am 20. Dezember 2023 (polnisch).
105. ↑  Robert Kędzierski: Zbierali pieniądze dla Brauna, mogą mieć kłopoty. "Publiczne pochwalanie przestępstwa". 13. Dezember 2023, abgerufen am 26. Dezember 2023 (polnisch).
106. ↑  Eksperci: Monika Jaruzelska nie powinna odpowiadać za słowa Grzegorza Brauna. Abgerufen am 20. Oktober 2024 (polnisch).
107. ↑  Aleksandra Prętka: Grzegorz Braun gościem u Moniki Jaruzelskiej. Rozmowie przyjrzy się prokuratura. In: wyborcza.pl. Gazeta Wyborcza, 25. Dezember 2023, abgerufen am 9. Mai 2025 (polnisch).
108. ↑  Grzegorz Braun z Konfederacji stracił immunitet. Abgerufen am 19. Januar 2024 (polnisch).
109. ↑  Problemy Grzegorza Brauna. Poseł ma usłyszeć siedem zarzutów. 17. Januar 2024, abgerufen am 19. Januar 2024 (polnisch).
110. ↑  'Super Express' zawiesza program Moniki Jaruzelskiej. Rozstanie z wicedyrektorem artystycznym. Abgerufen am 20. Oktober 2024.
111. ↑  Aleksandra Krzysztoszek: Rechter EU-Abgeordneter aus Polen will Israel zum Terrorstaat erklären. In: euractiv.de. 8. Oktober 2024, abgerufen am 9. Mai 2025.
112. ↑  Alexander Schmalz: EU-Parlament entsetzt: Polnischer Abgeordneter Grzegorz Braun stört Schweigeminute für die Opfer des Holocaust. In: berliner-zeitung.de. Berliner Zeitung, 29. Januar 2025, abgerufen am 4. Februar 2025.
113. ↑  Słowa Grzegorza Brauna na debacie. „Obrzydliwe, ale to nie jest przestępstwo“. In: rp.pl. Rzeczpospolita, 29. April 2025, abgerufen am 9. Mai 2025 (polnisch).
114. ↑  Telewizja Polska S.A: Far-right Polish MEP Grzegorz Braun calls Auschwitz ‘fake’. Abgerufen am 11. Juli 2025 (polnisch).
115. ↑  Łukasz Jankowski: Łukasz Jankowski przerwał wywiad z Grzegorzem Braunem. In: WNET.fm. 10. Juli 2025, abgerufen am 11. Juli 2025 (polnisch).
116. ↑  Telewizja Polska S.A: Far-right leader interrupts Jedwabne memorial after Auschwitz denial. Abgerufen am 12. Juli 2025 (polnisch).
117. ↑  Jedwabne. Grzegorz Braun zablokował drogę rabinowi. Jest reakcja policji. 10. Juli 2025, abgerufen am 12. Juli 2025 (polnisch).

| Personendaten    | Personendaten                                     |
| ---------------- | ------------------------------------------------- |
| NAME             | Braun, Grzegorz                                   |
| ALTERNATIVNAMEN  | Braun, Grzegorz Michał (vollständiger Name)       |
| KURZBESCHREIBUNG | polnischer Regisseur, Drehbuchautor und Publizist |
| GEBURTSDATUM     | 11. März 1967                                     |
| GEBURTSORT       | Toruń                                             |